# Маруняк Єлизавета Ігорівна
Єлизавета Ігорівна Маруняк (нар. 3 серпня 2000, Київ, Україна) — українська модель та телеведуча. Учасниця конкурсу краси MissUniverseUkraine 2019 року.

## Біографія
Єлизавета Маруняк народилася у місті Києві. Все своє дитинство професійно займалася художньою гімнастикою. У 2006 - 2017 роках навчалася у середній школі №78 [Архівовано 1 серпня 2019 у Wayback Machine.] в місті Києві. Наразі навчається у Університеті імені Ришарда Лазарського.
Кар'єру почала у 2018 році. Популярність здобула у 2019 році, здобувши звання першої віцеміс Києва у конкурсі краси Міс Київ 2019 [Архівовано 1 серпня 2019 у Wayback Machine.]. У червні 2019 року презентувала нову авторську колекцію від української дизайнерки і творчині бренду MATKOVSKA DESIGN [Архівовано 4 серпня 2020 у Wayback Machine.] Юлії Матковської. Була учасницею конкурсу краси MissUniverseUkraine та Міс Україна.
В жовтні 2019 року здобула титул Vice-MissUkraineUniverse 2019 

## Досягнення
Перша віцеміс у конкурсі краси Міс Київ 2019 [Архівовано 1 серпня 2019 у Wayback Machine.]
Vice-MissUkraineUniverse 2019 року.